# Stephen Hughes
Pour les articles homonymes, voir Hughes et Stephen Hughes (homonymie).
Stephen John Hughes (né le 18 septembre 1976 à Wokingham) est un footballeur anglais.

## Carrière
Hughes a commencé à Arsenal où il a joué 79 matchs (dont 42 en tant que remplaçant) entre 1995 et 2000. Incapable de s'imposer dans l'équipe d'Arsène Wenger, il est prêté à Fulham en 1999 où il ne joue que quatre matchs. Il revient ensuite à Arsenal avant d'être vendu l'année suivante à Everton pour 3 millions de Livre sterling. Cependant Hughes ne joue que 16 mois et 33 matchs pour Everton  avant de partir à Watford où il joue 17 matchs en deux saisons, notamment à cause d'une blessure. En août 2003, il part à Charlton Athletic, sans jouer, laissé libre par ses trois derniers clubs, Coventry City ne débourse pas un sou pour recruter le joueur anglais en juillet 2004.